# Naruto: Shippuden (sezonul 15)
Naruto: Shippuden – Sezonul 15: Al Patrulea Război Mondial Ninja - Sasuke și Itachi (2013-2014)
Episoadele din sezonul cincisprezece al seriei anime Naruto: Shippuden se bazează pe partea a doua a seriei manga Naruto de Masashi Kishimoto. Sezonul cincisprezece din Naruto: Shippuden, serie de anime, este regizat de Hayato Date și produs de Studioul Pierrot și TV Tokyo și a început să fie difuzat pe data de 18 iulie 2013 la TV Tokyo și s-a încheiat la data de 30 ianuarie 2014.
Episoadele din sezonul cincisprezece al seriei anime Naruto: Shippuden fac referire la cea de-a doua fază a celui de-al Patrulea Mare Război Shinobi care implică conflictul dintre Naruto Uzumaki și Alianța Ninja împotriva lui Obito Uchiha și Madara Uchiha, și întalnirea lui Sasuke Uchiha cu Itachi Uchiha reînviat.

## Lista episoadelor
| Nr. Ep. Original | Nr. Ep. Serie | Nr. Ep. Sezon | Titlu                                | Apariție           |
| ---------------- | ------------- | ------------- | ------------------------------------ | ------------------ |
| 541              | 321           | 1             | Sosesc întăriri                      | 18 iulie 2013      |
| 542              | 322           | 2             | Madara Uchiha                        | 25 iulie 2013      |
| 543              | 323           | 3             | Cei cinci kage se adună              | 1 august 2013      |
| 544              | 324           | 4             | Masca de neatins și balonul spart    | 8 august 2013      |
| 545              | 325           | 5             | Jinchuriki vs. jinchuriki!           | 15 august 2013     |
| 546              | 326           | 6             | Patru Cozi, regele maimuțelor eremit | 22 august 2013     |
| 547              | 327           | 7             | Nouă Cozi                            | 29 august 2013     |
| 548              | 328           | 8             | Kurama                               | 29 august 2013     |
| 549              | 329           | 9             | Echipă de doi                        | 5 septembrie 2013  |
| 550              | 330           | 10            | Promisiunea victoriei                | 12 septembrie 2013 |
| 551              | 331           | 11            | Ochii care văd în întuneric          | 19 septembrie 2013 |
| 552              | 332           | 12            | O voință de piatră                   | 26 septembrie 2013 |
| 553              | 333           | 13            | Riscurile jutsului de reanimare      | 3 octombrie 2013   |
| 554              | 334           | 14            | Echipa Fraților                      | 10 octombrie 2013  |
| 555              | 335           | 15            | Fiecare cu frunza lui                | 24 octombrie 2013  |
| 556              | 336           | 16            | Kabuto Yakushi                       | 31 octombrie 2013  |
| 557              | 337           | 17            | lzanami activat                      | 7 noiembrie 2013   |
| 558              | 338           | 18            | lzanagi și izanami                   | 14 noiembrie 2013  |
| 559              | 339           | 19            | Te voi iubi mereu                    | 21 noiembrie 2013  |
| 560              | 340           | 20            | Jutsu de reanimare: Eliberează!      | 28 noiembrie 2013  |
| 561              | 341           | 21            | Întoarcerea lui Orochimaru           | 5 decembrie 2013   |
| 562              | 342           | 22            | Secretul tehnicii de transportare    | 12 decembrie 2013  |
| 563              | 343           | 23            | Cine ești?                           | 19 decembrie 2013  |
| 564              | 344           | 24            | Obito și Madara                      | 9 ianuarie 2014    |
| 565              | 345           | 25            | Sunt în Iad                          | 16 ianuarie 2014   |
| 566              | 346           | 26            | Lume a viselor                       | 23 ianuarie 2014   |
| 567              | 347           | 27            | Umbra ce se strecoară                | 23 ianuarie 2014   |
| 568              | 348           | 28            | Noul Akatsuki                        | 30 ianuarie 2014   |